# Le Mesnil-au-Grain
Le Mesnil-au-Grain település Franciaországban, Calvados megyében. Lakosainak száma 74 fő (2022. január 1.). Le Mesnil-au-Grain Épinay-sur-Odon, Landes-sur-Ajon, Longvillers, Malherbe-sur-Ajon és Les Monts d’Aunay községekkel határos.

## Népesség
A település népességének változása:
| Lakosok száma | 40   | 37   | 50   | 54   | 66   | 72   | 77   | 83   | 80   | 74   |
|               | 1968 | 1982 | 1990 | 2006 | 2013 | 2015 | 2017 | 2019 | 2020 | 2022 |